# Исторический музей (Ватикан)
Истори́ческий музе́й (итал. Museo storico vaticano) — один из музеев Ватикана.
Музей основан в 1973 году папой Павлом VI. Ранее, с 1930 года, экспозиция Исторического музея размещалась в Латеранском дворце. В музее находится коллекция экспонатов, связанных с историей Ватикана: кареты, седла, автомобили, паланкины пап, солдатская униформа, флаги, предметы повседневного и праздничного обихода пап, а также графика и фотографии, документы о ныне не существующих церемониях и должностях. В коллекции также находится модель первого локомотива Ватикана (1929 г.) и парадная карета Льва XII, которую использовали около ста лет (до папы Пия XI).
Padiglione delle Carrozze — секция исторического музея, расположенная с 1991 года отдельно, в палатах папы во дворце Латеран.